# 托马斯·容
托马斯·容（德語：Thomas Jung，1969年1月9日—），德国前男子赛艇运动员。他曾代表东德、德国参加世界赛艇锦标赛，其中代表东德获得二枚金牌，代表德国获得一枚银牌。